# 喬·瑞恩 (政治人物)
約瑟夫·帕特里克·「喬」·瑞恩（英語：Joseph Patrick "Joe" Ryan；1936年7月5日—2016年11月7日），是美國的共和黨政治人物，前阿拉斯加州众议院議員。

## 生平
瑞恩在俄亥俄州克里夫蘭出生，高中後於美國空軍服役。到1960年代初定居俄亥俄州坎顿，其後在1975年搬到阿拉斯加州費爾班克斯。他曾在縱貫阿拉斯加管道建造期間擔任機械師，之後轉職為航空運輸飛行員；後來在1987年的選舉擊敗連任十一年的對手，成為費爾班克斯-北極星自治市議會成員，任職至1990年。 
瑞恩是美國共和黨成員，活躍於阿拉斯加州共和黨中，曾擔任黨內綱領主席。從1997年至1999年，他擔任阿拉斯加州眾議院代表東安克拉治的議員。退休後他搬回費爾班克斯，到2016年11月7日在當地逝世。

## 外部連結
- 喬·瑞恩（页面存档备份，存于）在《阿拉斯加州議會100年》（100 Years of Alaska's Legislature）的檔案

| 阿拉斯加州眾議院     | 阿拉斯加州眾議院                                       | 阿拉斯加州眾議院     |
| -------------------- | ------------------------------------------------------ | -------------------- |
| 前任者： 貝蒂·戴維斯 | 阿拉斯加州眾議院第二十一選區 眾議院議員 1997年－1999年 | 繼任者： 沙龍·錫斯納 |